# 亞當斯 (印地安納州第開特縣)
亞當斯（英語：Adams）是位於美國印地安納州第開特縣的一個非建制地區。該地的面積和人口皆未知。

## 地理
亞當斯的座標為39°22′57″N 85°33′36″W / 39.38250°N 85.56000°W，而該地的平均海拔高度為269米（即883英尺）。